# Crnogorski fudbalski kup 2010-2011
La Crnogorski fudbalski kup 2010-2011 (in italiano Coppa montenegrina di calcio 2010-2011), conosciuta anche come Kup Crne Gore u fudbalu 2010-2011, fu la 5ª edizione della coppa del Montenegro di calcio.
Il detentore era il Rudar Pljevlja. In questa edizione la coppa fu ancora vinta dal Rudar Pljevlja (al suo 3º titolo) che sconfisse in finale il Mogren.

## Formula
La formula è quella dell'eliminazione diretta, in caso si parità al 90º minuto si va direttamente ai tiri di rigore senza disputare i tempi supplementari (eccetto in finale). Gli accoppiamenti sono decisi tramite sorteggio.

### Calendario
| Turno            | Numero di incontri | Squadre | Entrano in questo turno         | Date                          |
| ---------------- | ------------------ | ------- | ------------------------------- | ----------------------------- |
| Primo turno      | 14                 | 30 → 16 | Tutte eccetto Rudar e Budućnost | 15 settembre 2010             |
| Ottavi di finale | 16                 | 16 → 8  | Rudar e Budućnost               | 20 ottobre e 3 novembre 2010  |
| Quarti di finale | 8                  | 8 → 4   | –                               | 24 novembre e 8 dicembre 2010 |
| Semifinali       | 4                  | 4 → 2   | –                               | 13 e 27 aprile 2011           |
| Finale           | 1                  | 2 → 1   | –                               | 25 maggio 2011                |

### Squadre partecipanti
Partecipano 30 squadre: le 12 della Prva liga, le 12 della Druga liga e le 6 finaliste delle tre coppe regionali (Nord, Centro e Sud).
Prva liga
- Budućnost
- Dečić
- Grbalj
- Lovćen
- Mladost Podgorica
- Mogren
- Mornar
- OFK Bar
- Petrovac
- Rudar Pljevlja
- Sutjeska
- Zeta

Druga liga
- Berane
- Bokelj
- Bratstvo
- Čelik Nikšić
- Ibar
- Iskra Danilovgrad
- Jedinstvo Bijelo Polje
- Jezero
- Kom
- Otrant-Olympic
- Pljevlja
- Zabjelo

Treća liga
- Arsenal Tivat (vincitore Sud)
- Cetinje (finalista Sud)
- Crvena Stijena (vincitore Centro)
- Gornja Zeta (finalista Centro)
- Petnjica (vincitore Nord)
- Polimlje (finalista Nord)

## Primo turno
Rudar Pljevlja e Budućnost esentate in quanto finaliste della Crnogorski fudbalski kup 2009-2010.
| Squadra 1         | Risultato       | Squadra 2              |
| ----------------- | --------------- | ---------------------- |
| 14.09.2010        |                 |                        |
| Petnjica          | 0 – 2           | Mornar                 |
| 15.09.2010        |                 |                        |
| Sutjeska          | 7 – 0           | Otrant-Olympic         |
| Mogren            | 3 – 0           | Jedinstvo Bijelo Polje |
| Mladost Podgorica | 3 – 1           | Bratstvo               |
| Ibar              | 1 – 5           | Zeta                   |
| Bokelj            | 0 – 0 (2-0 dtr) | Lovćen                 |
| Gornja Zeta       | 1 – 1 (8-7 dtr) | Grbalj                 |
| Arsenal Tivat     | 0 – 1           | OFK Bar                |
| Polimlje          | 0 – 5           | Dečić                  |
| Berane            | 2 – 2 (3-4 dtr) | Pljevlja               |
| Zabjelo           | 0 – 2           | Iskra Danilovgrad      |
| Crvena Stijena    | 0 – 0 (7-6 dtr) | Čelik Nikšić           |
| Cetinje           | 0 – 2           | Jezero                 |
| 22.09.2010        |                 |                        |
| Kom               | 0 – 0 (8-9 dtr) | Petrovac               |

## Ottavi di finale
| Squadra 1         | Totale | Squadra 2      | Andata     | Ritorno    |
| ----------------- | ------ | -------------- | ---------- | ---------- |
|                   |        |                | 20.10.2010 | 03.11.2010 |
| OFK Bar           | 2 – 1  | Mornar         | 1 – 0      | 1 – 1      |
| Mladost Podgorica | 1 – 2  | Dečić          | 0 – 0      | 1 – 2      |
| Zeta              | 4 – 0  | Pljevlja       | 1 – 0      | 3 – 0      |
| Petrovac          | 5 – 0  | Jezero         | 3 – 0      | 2 – 0      |
| Bokelj            | 0 – 4  | Mogren         | 0 – 3      | 0 – 1      |
| Iskra Danilovgrad | 1 – 4  | Sutjeska       | 1 – 2      | 0 – 2      |
| Rudar Pljevlja    | 4 – 1  | Crvena Stijena | 2 – 0      | 2 – 1      |
| Gornja Zeta       | 0 – 10 | Budućnost      | 0 – 4      | 0 – 6      |

## Quarti di finale
| Squadra 1      | Totale | Squadra 2 | Andata     | Ritorno    |
| -------------- | ------ | --------- | ---------- | ---------- |
|                |        |           | 24.11.2010 | 08.12.2010 |
| Rudar Pljevlja | 2 – 1  | Sutjeska  | 0 – 0      | 2 – 1      |
| Budućnost      | 0 – 2  | Petrovac  | 0 – 0      | 0 – 2      |
| OFK Bar        | 2 – 3  | Mogren    | 1 – 1      | 1 – 2      |
| Dečić          | 0 – 2  | Zeta      | 0 – 0      | 0 – 2      |

## Semifinali
| Squadra 1      | Totale | Squadra 2 | Andata     | Ritorno    |
| -------------- | ------ | --------- | ---------- | ---------- |
|                |        |           | 13.04.2011 | 27.04.2011 |
| Mogren         | 4 – 0  | Petrovac  | 2 – 0      | 2 – 0      |
| Rudar Pljevlja | 3 – 2  | Zeta      | 1 – 0      | 2 – 2      |

## Finale
| Squadra 1      | Risultato             | Squadra 2 |
| -------------- | --------------------- | --------- |
| 25.05.2011     |                       |           |
| Rudar Pljevlja | 2 – 2 (dts) (5-4 dtr) | Mogren    |

| Arbitro: | Ranko Spasojević (Podgorica) |

| |                      | |
| Vlahović 53’ Bojić 97’ (rig.) | Marcatori            | 15’ (rig.) Đokaj 112’ Ćetković |
| Igumanović Vlahović Francišković Bojić I. Jovanović | Tiri di rigore 5 – 4 | Batak Ćetković D. Božović Matić Đokaj |
| · 15’ Mijatović · (15' Asanović) I. Ivanović · Adžić · Vlahović · I. Jovanović · (63' Popović) M. Jovanović · Bojić · (75' Lutovac) Useni · Francišković · Igumanović · B. Ivanović | Formazioni           | · Janjušević · Kapisoda (63' Ćetković) · Đokaj · Simović · Batak · Božović · Tatar · G. Jovanović (71' Mirković) · Matić · Ranđelović (66' Vujović) · Grbić 63’ |
| Vignjević | Allenatori           | Milačić |